# 虫姫さま
『虫姫さま』（むしひめさま）はケイブの製作した業務用縦スクロールシューティングゲーム。2004年稼働開始。総発売元はエイエムアイ。2012年5月24日にはケイブ自身が販売元となりXbox 360移植版が発売。2011年12月15日には同じくケイブ販売元でiOS版が発売。
※ 以下は販売元が異なる。
2005年にはタイトーよりPS2移植版が、2015年11月6日にはDejicaがSteamにてWindows移植版を配信開始。2021年6月16日にはLive WireがNintendo Switch移植版をニンテンドーeショップにて配信開始。

## 概要
縦画面、縦スクロール、ボムありの弾幕系シューティングである。明らかに萌えを意識したと思われる主人公レコ（声優：吉井唯（元ケイブ社員））のデザインとは裏腹に、圧倒的な敵弾の量、極端なまでの当たり判定の小ささ、派手なエフェクトと強力な自機という、ケイブらしい「弾幕系シューティング」に仕上がっている。題名が示すように、敵デザインの多くは昆虫をモチーフにしている点が特徴的である。
『エスプガルーダ』まで使用されていた基板から新基板（CV1000-B+）になったことで、さらに大量の敵弾（最大2,000発）を画面に表示させることができるようになった。さらに，前述DVDには，開発部長池田恒基の「人類に挑戦してみようかな，と企画書に書いたんで，引くに引けなくなった」とのコメントも収録されている。にこれに対して、破壊する事で画面上の敵弾を消滅させることができる中型～大型の敵が随所に配置されることでバランスが取られている。攻略はこれら敵弾を消滅させる敵に依存することが多く、他の弾幕系シューティングに比べて戦略パターンを立てやすくなっているのが特徴。ストーリーは、疫病に冒された「ホシフリの里」を救うため、里の王族レコがカブトムシのキンイロと共に「シンジュが森」の奥地へ向かうというもの。
音楽はベイシスケイプ（並木学・岩田匡治）が担当している。
キャラクターや設定を流用したパズルゲーム『パズル!虫姫たま』が後に発売された。

## 操作方法・パワーアップ
8方向1レバー+3ボタン（ショット、ボム、フルオート連射）で操作。
パワーアップ
パワーアップはゲーム中に選択できる。パワーアップアイテムは時間ごとに変化し、高速で移動でき狭い範囲に集中して攻撃する「S-Power」、移動速度は遅いが広い範囲を攻撃する「W-Power」、その中間の「M-Power」から選択。プレイ開始時には最初にどのアイテムを装備するか選択できる。
オプション
オプションアイテムを入手すると自機の周りに最大4つのオプションを装着。オプションアイテムは『グラディウス』のように自機を追尾する「Trace」と『サンダークロス』のように自機の周りに編隊を組む「Formation」から選択でき（パワーアップと同じく時間によって変化）、一つオプションアイテムを取れば全てのオプションがその形式に変化する。

## 3つのモード
この作品はプレイ開始時にプレイヤーが3つのモードから任意のものを選んでプレイすることが出来る。
難易度の高さばかりが注目されプレイヤーの間口が狭くなったシューティングゲームというジャンルに新規客を呼び込む方策として、上述の萌え要素とともに導入された。

### オリジナルモード
シューティングゲーム初心者や、弾幕系シューティングが苦手なプレイヤー向けのモード。以前のケイブ製シューティングゲームに比べると敵弾の量が少ないが、敵弾の速度は速い。

### マニアックモード
弾幕系シューティング経験者向けのモード。オリジナルに比べ敵弾の速度は遅いが、弾の量はオリジナルモードよりも多い。また独自のスコアボーナスが採用されており、点数稼ぎの楽しさに重点が置かれている。
撃ち込みカウンタ
マニアック・ウルトラモード独自のスコアボーナスシステム。敵にショットを撃ち続けると専用のカウンタが上昇し、敵を倒すとそのカウンタの分ボーナスポイントとして加算されカウンタが一定量減少する。ショットが当たっていない間はカウンタが減少し続けるため、いかにして敵にショットを当て続けるかがポイントになる。

### ウルトラモード
隠しモードであり、モード選択時に特定のコマンドを入力すると出現する。1度入力すれば、電源を落とすまで最初から選択可能になる。システム面ではマニアックモードを踏襲し、敵の攻撃が格段に激しいものとなる。ケイブの過去作品の2周目に相当する高い難易度を持つ。このモードのみ、最終ボスを撃破した後に真ボス「アキ＆アッカ」が出現する。

## アレンジモード
PlayStation 2版では、アーケードで稼働していたものを移植したアーケードモードに加え、各種の変更が加えられたアレンジモードが収録されている。
オートボム機能搭載
プレイ中に敵の攻撃に当たっても、ボムが残っていれば自動でボムが発動し、ミスにはならない。
敵を倒す時にカウンタ率が上がる
琥珀アイテムを取れば高得点だが、カウンタ率は減る。
集中ショット操作の変更
ショットボタン押しっぱなしで集中ショットが撃てる
最大オプション数が4から6に
アーケードモードではオプションを持たず、1つずつ獲得していくが、家庭用のアレンジモードは最初からオプションを6つ装備している。
M, W, Sショットの任意切り替え
ボタンの割り当てにショットチェンジボタンが追加されており、ショットチェンジボタンを押すとM, W, Sの順番に変更することが可能。
コンティニューや途中参加は無い
家庭用アレンジモードは途中参加やコンティニューが出来ない。ノーコンティニューで最後までクリアしないとエンディングとスタッフロールを見ることが出来ない。
エクステンドスコアの変更
2000万点と1億点で行われる。

## ステージ構成
| 面 | ステージ名         | 中ボス               | ボス                                             |
| -- | ------------------ | -------------------- | ------------------------------------------------ |
| 1  | シンジュが森へ     | なし                 | ギガスゾォム                                     |
| 2  | さらに砂漠も越えて | ザゾライザ           | ベニホノォガーダー                               |
| 3  | 炎の大地を歩く     | なし                 | キュリオネス・ヘッド                             |
| 4  | 流星の夜に似た     | ゲンゴラム＆ガムジー | ヤミィロシマーボウ                               |
| 5  | 森のずっと奥の方   | ダマルリガ           | ルリイゴホォン・クリス〜アキ&アッカ（ultra限定） |

## 移植
- PlayStation 2版 - 2005年7月21日発売。初回限定版には「レコ姫幼少時代フィギュア」が付属。同作の廉価版『虫姫さま TAITO BEST』は2006年8月3日発売された。
- Xbox 360版 - 2012年5月24日発売。初回生産分特典には「虫姫さま ケイブ祭りver.1.5」ダウンロードコンテンツカード。初回限定版にはベイシスケイプによるアレンジサントラCDが付属。
- iPhone･iPod Touch版 - 2011年12月11日より配信開始。操作はスマートフォンに最適化されておりスライド操作で行う。インターネットランキングやiPhone・iPod touch･iPadへのユニバーサル等に対応。
- Windows版 - Steamにて2015年11月6日配信開始。インターネットランキング・リプレイダウンロード等に対応。またDLCとして『虫姫さま Ver 1.5』やOST（オリジナルサントラ）も配信、それらを含むパック「Mushihimesama Matsuri Pack」も配信される。

## Blue Label
2006年12月28日～30日に開催されたイベント「年忘れ!ケイブ祭り-冬の陣-」でのみ公開された特別バージョン。オリジナルモードとウルトラモードのみ選択可能である他、弾速の上昇、初期装備の変更（スタート時からオプションを装備）、オプションのフォーメーションの変更など、全体的な調整が加えられている。

## 虫姫さま Ver 1.5
『虫姫さま Ver1.5』は、2011年からアーケードゲーム基板としてケイブ直営のオンラインショップにて時期限定で販売されていたバージョン（2011年6月1日発売）。特別限定基板（オンラインショップ原文ママ）。リリース時には『虫姫さまケイブ祭りver1.5』（Mushihimesama Cave Festival Version 1.5）とオリジナルボックスには記載されていた。オリジナル版の緑色に対し、タイトル画面は青色となっている。『赤い刀』の同様の通販専門基板とは異なりコインプレイ設定も用意されているため、ゲームセンターでの稼動が可能となっている。
システム面では本作ならではのものとして「MAXセレクトシステム」を搭載している。これはゲーム開始時の初期パワーアップ選択において、ショットの種類の他に通常のパワーアップアイテムかMAXパワーアップアイテムかを選択することができるというもので、MAXパワーアップアイテムを選んだ場合、ゲーム開始直後から自機がショット・オプションともに最大までパワーアップしているが、敵の攻撃が大幅に強化される（被弾しても，常にMAXパワー状態である。また，オプションアイテムは，最初は「Trace」状態であらわれる。）。
また、MAXパワーアップアイテムを選んだ場合、被弾時にボムがあればボムを全て消費するかわりにミスにならない（オートボムの一種）。
本ヴァーションでは、空中敵及び地上敵が大幅に増加配置されており、射出される弾幕も熾烈。真ボス、アキ＆アッカの第三形態は速攻形態飛ばしは不可。M-powerの火力が強化調整されているので、4ボスヤミィロシマーボウ出現前のアイテムキャリアーホタレィザで、W-powerからM-powerにチェンジし最終面を攻略するプレーヤーが多い（ゲーム開始時からM-powerを選択するプレーヤーも前作に比べれば増えている。）。

開発部長池田恒基は，ファミ通のインタビューに於いて「“虫姫さまVer.1.5”は、どんなところが“Ver.1.5”なのですか？」との質問に，「原点回帰を目指して作った『虫姫さま』ですが、あらためて振り返ってみたところ、「なんて敵が少ないんだろう」と感じてしまいまして。当時はそれが狙いだったんですけどね。そこで、敵の数と配置を変えて、得点が稼げる要素を付け加えたのが、“虫姫さまVer.1.5”です。今風のケイブのバージョンと言いますか」と答えている。また「池田さんのお気に入りのモードは？」との問いには，「私は、やっぱり最後に作った“虫姫さまVer.1.5”ですね」と述べている。
BGMは全曲梅本竜によるアレンジが行われている。
Xbox 360版の初回生産分特典として、「虫姫さま ケイブ祭りver.1.5」ダウンロードコンテンツカードとして同梱されている（通常版・限定版ともに初回生産分に付属）。

## 虫姫さま ふたり
2006年稼働開始。アーケードの発売元はエイエムアイ。Xbox 360、iPhone版はケイブ。

### 解説
『虫姫さま』の続編で、タイトルの通り本作はレコとパルムのふたりから使用キャラを選べる。それぞれのキャラクターはノーマル、アブノーマルの2つのタイプが選択できる。音楽はメインを前作に引き続き並木学が、一部を阿部公弘が担当。2009年11月26日にはアーケード版のVer1.5をベースにしたXbox 360版が発売された。2012年4月5日にはiPhone版が配信。また、ケイブシューティングコレクションには前作『虫姫さま』とともに収録予定。

#### 初期バージョン
『虫姫さま ふたり』の初期バージョン（Ver 1.5以前のバージョン）は2種類のバージョンが存在する。この2種類のバージョンはウルトラモードの有無で区別できる。
一方のバージョンは、ウルトラモードが隠しモードとして搭載されており、条件を満たすことでウルトラモードが出現するが、もう一方のバージョンは、解禁条件が違っているのか、ウルトラモード自体が出現するのか不明である。
なお、ウルトラモードが出現するのか不明なバージョン、あるいはウルトラモードが出現するバージョンで条件を満たせずウルトラモードが出現していない基板を、ウルトラ出現バージョンへの書換えに加えウルトラモード出現済みへの変更を有償でAMIが対応している。
このバージョンのウルトラモードは、バージョン1.5と比較して、ショットの威力の低さや、2面ボス前でボムが入手できないなどにより、難易度が高くなっている。

#### Ver1.5
2006年12月18日ごろからバージョンが1.0から1.5に変更された（現時点でVer1.0を所持している場合は基板を無償交換でアップグレード可能）。都内の一部ゲームセンターでは2日程早く先行稼動していた。
Ver1.5は修正版になっており、Ver1.0にあった攻撃判定やスコアのバグが修正されており、アイテム（琥珀、ボムキャリアなど）回収や一部システムの変更など、大幅に修正された。 
また、オリジナルモードが初心者向に大幅に改良され遊びやすくなっており、ウルトラモードが最初から解禁されている。
ウルトラモードは前作同様、シューティングゲーム慣れしたプレイヤーであっても1面道中でゲームオーバーになるほどの高難度のモードとなっている。

#### Ver1.01
2006年12月28日～30日に開催されたイベント「年忘れ!ケイブ祭り-冬の陣-」で初公開されたバージョン。弾幕はバージョン1.0をベースにし、システム面はバージョン1.5の改良点を取り入れた内容になっている。

### 操作方法
8方向1レバー+3ボタン（ショット、ボム、フルオート連射）で操作。
ゲーム開始時に、広範囲攻撃型のレコと前方集中型のパルムの2人のキャラクターから選択、さらにノーマルとアブノーマルから性能を選択でき、全部で4種類の自機が存在する。2人プレイ時にキャラクターの重複は出来ない。また、前作とは異なり、パワーアップの選択は無くなった。
レコ
ボンバーは「サクレツの実」。前作と同じく前方炸裂型ボム。レバー入力で発射角度をある程度操作可能。
レコ・ノーマル
ショット形態は前作のW-Power、フォーメーションに近い性能。オプションのレーザーはレバー入力で左右にワインダーできる。レーザー形態では、オプションが自機正面で回転し、自機ショットは前作のS-Powerに似た直線型になる。
レコ・アブノーマル
5WAYショットと前作のトレースオプションに近いオプションを装備し、オプションは自機正面にむかって攻撃する特徴を持つ。レーザー形態時には自機が逆に早くなるというテクニカルな性能を持つ。オプションは近距離のロック形式になり、自機ショットは前方集束型レーザーに変化する。

パルム
ボンバーは「ハイローファイア」。自機正面にスプレッド状のボムを連続して発射する。発動中、自機を移動させることで攻撃範囲を変えることができる。
パルム・ノーマル
ショット形態はスプレッドショットと初速が遅いサブショット。レーザー形態では自機ショットが極太のレーザーになり、サブショットはレバー上下でレーザーの発射方向を開閉することができる。機動力は全機体一だが攻撃力は低い。
パルム・アブノーマル
ショット形態はストレートショットと前方集束型のサブショット。左右に移動する事でサブショットが旋回軌道状になり、ショットを散らすことが出来る。レーザー形態にすると、サブショットがロック形式の電撃レーザーに切り替わる。全機体のなかでレーザーの攻撃力が最も高い。
敵を破壊すると出現する得点アイテムの琥珀は、何も発射していないかショットを発射している間なら空中の琥珀を、レーザーを発射している間であれば地上の琥珀を自動で回収する。出現してすぐに回収すれば琥珀は緑に発光し、琥珀の回収量が二倍になる。

### 3つのモード
前作『虫姫さま』と同様に3つのモードから選択できる。

#### オリジナルモード
弾数の少ないモードで、初心者や弾幕が苦手なプレイヤー向け。Ver1.0は前作以上に難しかったが、Ver1.5では初心者向けに改良されて遊びやすいモードになった。
スコアボーナスシステム
取得する琥珀（得点アイテム）の累計カウンタ（琥珀カウンタ）が500ごとに変化し、それに対応したショットかレーザーどちらかで敵を破壊すると琥珀が増量されるというもの。ステージ内で取った琥珀カウンタの数が琥珀の入手点とボスの撃破点に換算される。
また、累計カウンタが70000を超えると弾が倍速化する。その間は随時得点が追加され続けるが、この状態を長く持続させることは難しい。

#### マニアックモード
弾幕系シューティングそのものといえるモード。
スコアボーナスシステム
琥珀を入手すると琥珀カウンタが上昇するのはオリジナル同様。ショットで敵を破壊すると琥珀メーターが出現（カウンタの色が緑）。琥珀を入手するとメーターが増え、一定値まで達するとメーターが赤くなり、時間内は大琥珀を入手できるようになる。
琥珀メーターが無い場合（カウンタの色が青）にレーザーで敵を破壊すると敵破壊点に琥珀カウンタに応じた倍率がかかり、同時に琥珀カウンタに応じた倍率がかかった青い琥珀が出現。また、レーザーで敵弾を消滅させる大型敵を破壊して敵弾を消滅させると、全ての敵弾が青い琥珀に変化する。
ショットでメーターを出現させて倍率を増やしていき、適当に溜まったらレーザーで大型の敵を破壊して倍率をかけるのが基本の稼ぎ方である。

#### ウルトラモード
マニアックモードをベースに難易度を大幅に引き上げた上級者向けのモード。
スコアボーナスシステム
オリジナルモードに準ずる。ただし累計カウンタの変化は2000ごと。

### ステージ構成
| 面 | ステージ名             | 中ボス                     | ボス |
| -- | ---------------------- | -------------------------- | --- |
| 1  | 旅立ちのふたり         | 恐獣ラムダプテルス         | 恐獣ザウーガ・テイラ |
| 2  | 凍える水晶の海         | 海獣ズメリーク・メーガ     | 海獣ダーゴ・ガウマリン～海獣ディオーラ・イーガ |
| 3  | シンジュが森の反乱軍？ | 甲獣キヴァハガネ・ガーダー | 甲獣デニタクス・デニタクス |
| 4  | 漆黒の甲獣王           | 甲獣ジョラー・ガーマ       | 甲獣ベラクラセス・ゴフォン |
| 5  | 狂おしいほどに         | 恐獣シェンルーン           | 恐獣ドラガンエンペリオン～恐獣ドラガンエンペリオントゥルー〜ラーサ〜虐狂の鬼死母神ラーサ（ultra限定）〜スピリチュアラーサ（ブラックレーベル、god限定） |

### 移植

#### Xbox 360版
2009年11月26日に発売されたXbox 360版『虫姫さまふたり Ver.1.5』には以下のモードが収録されている。アーケードと同様それぞれのモードごとに、オリジナル、マニアック、ウルトラの3つのモードが用意されている。
Noviceのオリジナルモードから、Ver.1.5のウルトラやVer.1.01など非常に幅広いレベルのプレイヤーが遊べる内容となっている。なお、パッケージ上ではD4（720p）となっているが、実際にはD5（1080p）のハイビジョン化が実現されている（移植を担当したM2社長のTwitterにて明かされた）。

#### Ver.1.5
Arcade、Xbox 360の2つのモードがある。Arcadeはアーケード版をできる限り忠実に移植したモード。Xbox 360はゲーム内容はアーケードそのままにグラフィックを360向けに描き直したものとなっている。

#### Arrange
ArrangeとNoviceがある。どちらのモードもオートボム搭載となっている。
Arrangeモード
1人プレイ専用となっており、レコとパルムを、オフェンスサイド（以降OS）とディフェンスサイド（以降DS）に切り替えながら進めていく。
操作対象となるのはOSキャラであり、OSキャラが被弾すると1ミスとなる。ボムを持っていればオートボムが発動するが、OSキャラとDSキャラのボムはそれぞれ独立しており、DSキャラがボムを持っていても、OSキャラが持っていない状態で被弾すると1ミスとなる。
DSキャラはバリアを張っており、バリア内に入った敵弾は速度が落ちる。その状態でレーザーを撃つと敵弾は跳ね返され、琥珀を吐き出しながら飛んでいく。レコ、パルムでそれぞれゲージを持っており、DSキャラはそのゲージを消費して跳ね返しを行う。ゲージが0になるとバリアは無くなり、代わりに攻撃を行うようになる。ゲージは基本的にOSにして琥珀回収して回復させる。
両サイドのゲージが9999となった状態でレーザーを撃つとハイパーモードとなり、ハイパー突入時には弾消し+琥珀化がなされ、ハイパーモード中は両サイドのゲージが時間と共に減少する代わりに、跳ね返し放題で、跳ね返した弾が吐き出す琥珀が大琥珀となる。
Noviceモード
Noviceモードは、Ver.1.5から敵弾量を大幅に減らし、オートボムを搭載したモードとなっている。
オートボム搭載の他、ボムなどのアイテムの出現数が増えていたり、特にOriginalの序盤のステージは敵弾量が格段に少なくなっており、終盤になるにつれて増えていくため、弾幕シューティング入門者～初級者向けとしても非常に遊びやすい調整になっている。

#### Black Label
『虫姫さま ふたり Ver.1.5 ブラックレーベル』の移植。追加の有料DLCとなっており、2009年12月11日配信。価格は1200MSP。Ver.1.5と同様Arcade、Xbox 360の2つのモードがある。『ケイブシューティングコレクション』にはインストールディスクを入れることで遊ぶことができる。

#### Ver.1.01
初回版限定でパッケージ封入のダウンロードコードを入力することで遊ぶことができるようになる。『虫姫さま ふたり Ver.1.01』の移植。
Ver.1.5と同様Arcade、Xbox 360の2つのモードがある。上述の『Black Label』と同じく『ケイブシューティングコレクション』にはインストールディスクを入れることで遊ぶことができる。

#### iPhone/iPod Touch版
アーケード版のVer1.5を基準にして移植している。自機はスライド操作であり、ステージ選択や難易度の変更が出来るようになっている。

## 虫姫さま ふたり ブラックレーベル
2007年12月稼働開始。総発売元はエイエムアイ。『虫姫さま ふたり』のアレンジバージョンで、『怒首領蜂大往生』『鋳薔薇』に続く「ブラックレーベル」の3作目。ブラックレーベルの名を冠する過去の作品と同じく、枚数限定（150枚限定）で販売された。
オリジナルバージョンからの変更点は以下の通り。
派手さを追求した調整
自機の攻撃力、敵の量と弾幕、出現する琥珀の量とスコア、それぞれオリジナルバージョンに比べて派手になっている。
タイプセレクトの廃止
プレイ開始前のショットタイプのノーマル、アブノーマルの選択が無くなり、ふたりのキャラクター性能はそれぞれオリジナルバージョンでの両タイプを併せ持ったような性能となっている。
得点システムの変更
オリジナルモードでは同じ敵キャラクターに接近してショットを撃ち込む（オーラ撃ちする）ことで琥珀が出現したり、一定量の琥珀を入手すると弾速が速くなる代わりに常時得点が加算され続けるなど、より多くの得点が入るように変更されている。
極弩モード
ウルトラモードを廃止し、代わって極弩（ゴッド）モードが実装されている。ウルトラモードと同じく敵弾は非常に多いまま、敵配置や弾幕などが一新された他、スコアシステムがマニアックモードに準拠したものとなっている。
画面全体の色調変化
オリジナルバージョンとの見分けは容易。全体的に紫っぽさを持つ。

### iPhone版
2012年6月23日はiPhone版で配信。アーケード版ブラックレーベルの移植だが、前作『虫姫さま』と今作『虫姫さま ふたり』に登場したボス戦のみをプレイすることができる新モード「ボスラッシュモード」が実装される。ボスラッシュモードは過去に存在したPS2版『怒首領蜂大往生』のデスレーベルモード、ニンテンドーDS版の『ケツイ デスレーベル』と同様にボスとすべて戦うことになる。